# Jawaharlal Nehru Stadium
Jawaharlal Nehru Stadium – wielofunkcyjny stadion w stolicy Indii, Nowym Delhi. Jest obecnie używany głównie dla meczów piłki nożnej oraz zawodów lekkoatletycznych. Na tym stadionie rozgrywa mecze reprezentacja Indii w piłce nożnej. Stadion może pomieścić 100 tys. widzów.